# Родіна (Псковська область)
Родіна (рос. Родина) — присілок в Псковському районі Псковської області Російської Федерації.
Населення становить 7772 особи. Входить до складу муніципального утворення Завеличенська волость.

## Історія
Від 2015 року входить до складу муніципального утворення Завеличенська волость.

## Населення
| 2001 | 2002  | 2010  | 2014  | 2017  | 2018  | 2021  |
| ---- | ----- | ----- | ----- | ----- | ----- | ----- |
| 2616 | ↘2442 | ↗3382 | ↗5085 | ↗5900 | ↗7098 | ↗7772 |